# 泉井久之助
泉井 久之助（いずい ひさのすけ、1905年7月2日 - 1983年5月28日）は、日本の言語学者。京都大学を中心に、第二次世界大戦前後に活動した。

## 経歴
- 1905年7月2日 大阪市天王寺に生まれる
- 1928年3月31日 京都帝国大学文学部言語学科卒業
- 1928年4月1日 同大学院入学（1931年3月まで）
- 1931年3月21日 同大学文学部講師
- 1936年10月15日 同大学助教授
- 1938年7月、1939年12月、1941年7月 3回にわたり南洋群島へ調査
- 1942年12月 仏領印度支那（ベトナム）へ調査
- 1946年12月 文学博士
- 1947年4月30日 京都帝国大学文学部教授
- 1948年11月8日 同大学付属図書館長
- 1950年9月 米国へ出張
- 1957年
  - 7月 ノルウェーへ出張（第8回国際言語学者会議出席のため）
  - 8月
  - 京都大学評議員
  - 米国・メキシコへ出張
- 1963年1月
  - 日本学術会議会員
  - 京都大学大学院文学研究科担当
- 1964年
  - 3月 東京外国語大学付設アジア・アフリカ言語・文化研究所開設準備員、引き続き運営委員（1976年に至る）
  - 11月 タイ、連合王国、スペイン、フランス、イタリア出張
- 1967年8月 ルーマニアへ出張（第10回国際言語学者会議へ出席・発表のため）
- 1968年
  - 4月 Academia Latina di Roma会員
  - 11月 大韓民国へ出張
- 1969年
  - 3月 京都大学定年退職
  - 4月 同大学名誉教授、京都産業大学教授
- 1970年4月 京都産業大学外国語学部長
- 1977年4月 日本言語学会会長
- 1978年4月 京都産業大学付設国際言語学学科研究所創設、所長
- 1980年4月 同大学名誉教授
- 1983年5月28日 永眠

（出典：堀井令以知「泉井久之助先生 (1905-1983)」『言語研究』1983年1に所収）

## 受賞・栄典
- 1971年11月 紫綬褒章受勲
- 1975年11月 勲二等瑞宝章受勲

## 研究内容・業績
- 専門の印欧語のみならず、世界の古今東西の言語にもまた通じていた。特に戦前3回にわたって実地調査を行ったマライ=ポリネシア諸語においては、それまで世界の学者が漠然と考えていた系統問題を、確立された方法論を以て解明した。
- 言語を表面的に取り扱うのみでは充分ではなく、その基盤には常に「哲学」がなくてはならないとの考えを持っていたことで、『フンボルト』（その改訂版『言語研究とフンボルト』）の著作がある。

## 主要著書
- 『言語學序説』（1943年7月、星野書店）

本著は新村出の名で出版されたが、泉井自身の回想では、これが「処女出版」だという。（崎山理「日本語学者列伝」、日本語学、2014年3月号参照）。なお発行月日は昭和十八年 (1943) 七月十五日付だが、巻末507頁（補遺）には「昭和八年（1933）二月稿」と見える。また新村の「序文」では「筆録に修訂に校正に、京都帝国大學文學部の泉井久之助助教授および松平千秋講師から並々ならぬ助力を受けたことに対して私は深甚なる感謝の意を表する。」とある。
- 『フンボルト』（1938年7月、「西哲叢書」弘文堂書房）

泉井が世に表した第1作で、ヴィルヘルム・フォン・フンボルト（1767-1835）の生涯を、その時代とのかかわりを通じて詳説したもの。単なる伝記ではなく、特に「言語研究」と題した127ページからの後半は、フンボルトの言語研究の成果を、泉井自身の言葉で表した個性の強い、しかし客観性を失わない作品といってよい。なお田邊元監修、他の著者も京都学派が多い。
- 『言語研究とフンボルト』（1976年11月、弘文堂）は、本書の補充・改訂版である。詳細は下記。

- 『言語の構造』（1939年8月、弘文堂書房／1967年、紀伊國屋書店）

古今東西の多くの言語を習得した泉井が、「言語の構造とその機能は、先ず理論的に予設せられた如何なる合理的な「体系」にも、常にははまり切らない」（1967年版まえがき、ii）との考えから、多くの実例と深い思考をもって、言語の実際に立ち向かった著書である。そして、「おおくの種々姓にわかれる世界の新古の言語の下に、やはり1つの人性の言語としての大きな統一がある」、つまりフンボルトの言う「一つの言語」（Eine Sprache）を認めないではいられない（133頁より）。
本書は、しかし、抽象的な「空論」に満ちた著作ではなく、論証のために挙げられた実例は日本語・印欧諸語はもちろん、中央オーストラリア部のアランタ語、ジョルジュア（グルジュア）語、アラブ語、トラック諸島の言語にまで驚くべき広がりをもっている。
1967年版には、「二重主語の構文と日本語」「言語年代論批判」「上代日本語における母音組織と母音の意味的交替」の3篇の論文も収められている。
- 『言語学論攷』（1944年1月、敞文館／1947年、改題『一般言語学と史的言語学』増進堂）

泉井がそれまでに発表した論文・雑記などをまとめた論集。若き泉井がいかに言語と言語学に取り組んでいたかを知るうえでも、興味深い論集である。たとえば、論文「最近佛蘭西言語学界の展望」は、フランス言語学会の趨勢を記述したものだが、泉井が史的言語学をはじめ一般言語学、特殊言語学、音声学をはじめ、中国音韻学の進展まで正確に把握していたことは、当時の通信事情を考えると、驚くほどである。（なお、本論には、泉井がついにまみえることのなかった師、アントワーヌ・メイエ〔1866-1936〕の追悼文も収録されている。）
また京都帝国大学の卒業論文『印欧語におけるインフィニティヴの発達』も収録する。新村出教授に提出されたこの卒論に対して泉井は相当な自負を持っていたらしく、後年堀井令以知が、「『言語学論攷』17編の内、一番良いと思うものは？」と訊ねた際にも本卒論を挙げたという。また、「（卒論以降は）だんだん馬鹿になっている」とも言っていた由。
- 『言語民俗学』（1947年6月、秋田屋）

1938年から 1941年にかけて3回にわたって調査した南洋群島と、1942年に赴いたベトナムでの経験を基礎として、「言語民俗学は要するに言語的等象線を準縄とし拠りどころにとして、時間的に空間的にさまざまの面から、民族なる人間現象を考察せんとする」（34頁）学問を提唱した。ほかに、「言語の構造について」と「国語と方言」が収録されている。
- 『南魚星』（1948年3月、高桐書院）

上記の南洋群島とベトナムでの経験などをまとめた随筆集。（当時の出版状況を反映し、紙質・製本が悪いだけでなく、最初の14頁が落丁している）。改訂全文は、下記『古典と現代』に収録。
- 『泉井久之助名文選：南魚星 古典と現代』（1949年6月 甲文社、2005年9月、復刻・ゆまに書房）

- 『比較言語学研究』（1949年、創元社）

上記で述べた3度行った南洋群島（ミクロネシア）の言語調査の成果を、比較言語学（比較文法）の手法を用い分析した論考で、特に、それまで世界の言語学界においても曖昧であったトラック語・ヤップ語・パラオ語・チャモロ語の帰属を、明確な根拠を示しながら解明した功績は大きい。
- 『ラテン広文典』（1952年2月、新装復刊・2005年、2024年、白水社）

ラテン語の入門・文法書。序説、文法、補説、語彙に分かれる。文法には練習問題がついており、また途中からオウィディウス『変身の賦』及び、ネポース『ハンニバル』が教材に取り上げられ（初学者用に書き改めてある）、楽しく学習できるように工夫されている。
- 『マライ=ポリネシア諸語』（1955年、新装版2000年、研究社）。『世界言語概説 下巻』に所収

マライ=ポリネシア諸語（南島諸語）のうちミクロネシア諸語を、音韻対応と文法現象（主に所有表現）を根拠に系統関係を解明した。それと共に、マライ=ポリネシア諸語の音韻・語詞構成・文法体系などを余すところなく論じた。巻末に古期ジャワ語、マライ語、チャモロ語、トラック語、サモア語の例文を付す。
- 『マライ＝ポリネシア諸語：比較と系統』（1975年、弘文堂）は、本編の補充・改訂版、詳細は下記。

- 『言語の研究』（1956年6月、有信堂、2000年1月、復刻「世界言語学名著選集 東アジア言語編」ゆまに書房）

「日本語と南島諸語―系譜関係か、寄与の関係か」など、日本語の起源が論じられる際に、いまだに必読図書の1つに数え上げられる論文などを含んだ論集。「日本のローマ字問題」など、戦後間もない時期の国語問題に関する論文5編も収録。
- 『ヨーロッパの言語』（1968年12月、岩波新書 青版）

これまでの類書が、言語名の羅列と、外面的な歴史の説明に終始してきたことに不満であった泉井が、各言語の内部関係に立ち入り、それを有機的にまとめあげた。アルバニア語、バスク語、ジプシー語といった小言語も丁寧に取り扱われているだけでなく、ウェネティー語といった印欧語学的に見ても注目されることの少ない言語をも取り上げている。
- 『切利支丹における日本語学の潮流』(1972年8月、雄松堂書店）。非売品

天理図書館善本叢書 洋書之部 解説１、第1次 語学編 解説として。
内容：I 背景、II イェズス会、III 辞書、IV 文典、V 懺悔録、VI 解題（河合忠信）付：ロドリゲス「日本小文典」校勘（河合忠信製、泉井久之助追校）
- 『言語の世界』（1970年7月、筑摩書房）

京都大学退官記念出版で崎山理が具体的な選択を行った。それまでに書かれた物の中から23編の論文と、京都大学最終講義を収録。
本書の構成は、I.言語学理論一般 II.企画言語学と諸言語の研究 III.書評 IV.欧文論考 V.言語の内界（最終講義）。なお「最終講義」は、多くの話題に触れながらも、最後にアリストテレス『形而上学』中の一語phūsisに言及し、それまで不可解であった語の解明を行っている。
- 『マライ=ポリネシア諸語―比較と系統』（1975年7月、弘文堂）

『世界言語概説 下巻』（及び上記『言語の世界』にも再録）に執筆したものを補充・改訂した「マライ=ポリネシア（南島）諸語概説」と、7編の論文を収録。7編のうちには、『比較言語学研究』から再録（修正）したものもある。また、「日本語と南島（マライ=ポリネシア）諸語」も、『言語研究』からの再録であるが、やはり補充されている。
- 『言語研究とフンボルト』（1976年11月、弘文堂）

『フンボルト』（1938年7月、弘文堂書房）を全面的に改訂した著作、泉井自身も「その後の考究によって、全面にわたって構成をあらため、各部分にわたって全面的に改変した」と言っているが、修正は主に加筆であって基本的な著述態度に変更はない。ただ、1960年代以降に表れたノーム・チョムスキーを中心にした言語理論を意識した部分がかなり多くなった。
- 『言語研究の歴史』（1976年11月、岩波書店『岩波講座 日本語1』に所収）

イエズス会士の日本語研究から説き始めて、サンスクリット文法のパーニニ、ギリシャ・ローマ、その後のヨーロッパに説き及ぶ、独特の言語学史。すべて原典に基づく論考だけに筆致は力強い。そして、最後に「日本語の起源」論争に触れ、「ひとは日本語を玩具にしてはならない。「比較」ばかりが日本語の問題ではない」と警告を発した。
- 『印欧語における数の現象』（1978年5月、大修館書店）

月刊『言語』に連載（1974.4 - 1975.9、原題「尋言究志」）されたものを単行本としたもの。これに「数詞の世界（「言語生活」1973.11掲載）を付した。トカラ語に表れる「複個数」という特別な数詞から始まり、「双数」に説き及び、ホメロス、ウェルギリウスやダンテ・アリギエーリなどの作品を例証に、印欧語の数の問題を広く取り上げる。
- 『上代印欧語における完了形』未刊行

『ヨーロッパの言語』（例えば、1993年2月第13刷）の「著書」欄に記載があるのみ。
「大阪言語研究会」2008年12月27日163回例会 (=The 17th Indo-European Colloquium of Japan) における門下生・堀井令以知の講演によると、下記の論文を収録予定に出版に奔走したが、実現しなかった。
「言語のおける性について」（月刊「言語」昭和53年8月）
「比較言語学とは何か」（月刊「言語」53年11月）
「上代イタリアのヴェネティーの言語」（京都産業大学国際言語科学研究所所報1(2)）
「言語表現における合理と情理」（「言語生活」昭和55年10月）
「Skt. (a)bhu-t、Gr. (ε-) φ υ [τ]について」（京都産業大学国際言語科学研究所所報2(2)）
「印欧語における英語の動詞knowとknew その形と意味」（月刊「言語」昭和56年3月）
「印欧語における完了形。介在する能格性」（京都産業大学国際言語科学研究所所報3(2)）
「印欧語における完了形とヒッタイト語の動詞体系（遺稿）」（月刊「言語」昭和58年8月、また京都産業大学国際言語科学研究所所報4(2)）

## 翻訳
- ダンテ/ロングフェロー英訳『神曲 解説註訳』 新日本図書、1948（詳註新英文叢書11）
- ホーマー/ロングフェロー英訳『The Odyssey of Homer　解説註訳』 新日本図書、1948（詳註新英文叢書16）
- タキトゥス『ゲルマーニア』 田中秀央共訳、刀江書院、1932 / 岩波文庫、1953、単独改訳版1979
- アントワーヌ・メイエ『史的言語学における比較の方法』 政経書院、1934
- ヴィルヘルム・トムセン『言語学史 その主要点を辿りて』 高谷信一共訳、弘文堂、1937
- デ・サンデ編『天正年間遣欧使節見聞対話録』 東洋文庫〈東洋文庫叢刊 第6〉、1942 
  - 『デ・サンデ 天正遣欧使節記』 雄松堂出版[1]〈新異国叢書 5〉、1969
- エドワード・サピーア『言語 ことばの研究』 紀伊國屋書店、1957
- テレンティウス『アンドロスから来たむすめ』 筑摩書房

〈世界文学大系2 ギリシア・ローマ古典劇集〉、1959 / 筑摩世界文学大系4〈ギリシア・ローマ劇集〉、1972
- キケロ『義務について』 岩波文庫、1961、復刊1983、2000
- ヴェルギリウス『アエネーイス』 筑摩書房〈世界古典文学全集21〉、1965 / 岩波文庫（上下）、1976 - 各・度々復刊
- 『キケローの書簡』 筑摩書房〈世界文学大系67 ローマ文学集〉、1966
- アンドレ・マルティネ編『近代言語学体系 第1巻 言語の本質』 紀伊國屋書店（全4巻）、1971 - 監修

## 主な序文
- 下宮忠雄『バスク語入門』（1979年11月、大修館書店）
- 崎山理『南島語研究の諸問題』（1979年10月、弘文堂）
- 関本至『現代ギリシャ語文法』（1968年6月、泉屋書店）

## 3冊のことばの本
月刊『言語』（大修館書店刊行）が、1977年5月号で当時の著名な言語学者に「かつて最も印象深く読まれた言語学及び言語論の図書を三点挙げていただき、簡単な感想をつけて」もらう特集を組んだ。泉井はそれに、以下の3点を挙げている。（なお感想も省略して付記する）
- フンボルト『全著作集』
  - 「全集を読む必要がある」
- ソシュール『印欧諸語における原初の母音体系についての覚え書』
  - 「私の学生時代に最大の刺激になったもの」
- メイエ『印欧語比較研究入門』
  - 「私はこの書物を読みつぶして今三回目の購入本を使用している」

なお、泉井は最後のメイエ『印欧語比較研究入門』を臨終の直前まで手放さず、4回目の購入本を使用していたという。（下宮忠雄『言語学I 英語学文献解題第1巻』研究社、p.180）

## 主な論争・公開質問

### 服部四郎と「言語年代論」を巡って
「数理といわゆる言語年代論の有効性について」（『言語の構造』所収）、「放射能半減期の公式とスウオデッシュの「言語年代論」」（『言語の世界』所収）の両論文における言語年代論者の服部四郎の議論に対し、基礎となる放射能半減期の公式の意味を正確には理解しないまま比較言語学に持ち込もうとしている、として批判した。

### チョムスキーと「語順」について
Chomsky, Topics in the Theory of Generative Grammar, The Hague-Paris, (Mouton), 1966に対する泉井の書評、及びChomskyの回答（共に原文のまま『言語の世界』に所収）によれば、両者の語順のinversion（倒置）に対する考え方が、決定的に異なっていた。「Chomskyはさまざまの‘inversion’は、同一の‘deep structure’のsurface aspectsにすぎないと見るのに対し、私はdeep activitiesが違えばこそsurface aspectsも変わって来ると考える。（『言語の世界』p.391）

### 風間喜代三と『ヨーロッパの言語』を巡って
風間喜代三「わたしの読んだ本 泉井久之助『ヨーロッパの言語』」（「言語生活」1969年11月号）、泉井久之助「『ヨーロッパの言語』追い書 風間喜代三さんの紹介に応えて」（「言語生活」1970年3月号）において、ラテン語のnātūraの語源解釈をめぐって、「あまりに理論的に過ぎる」とした風間に対して、泉井はあくまで譲らなかった。